# Periodisering

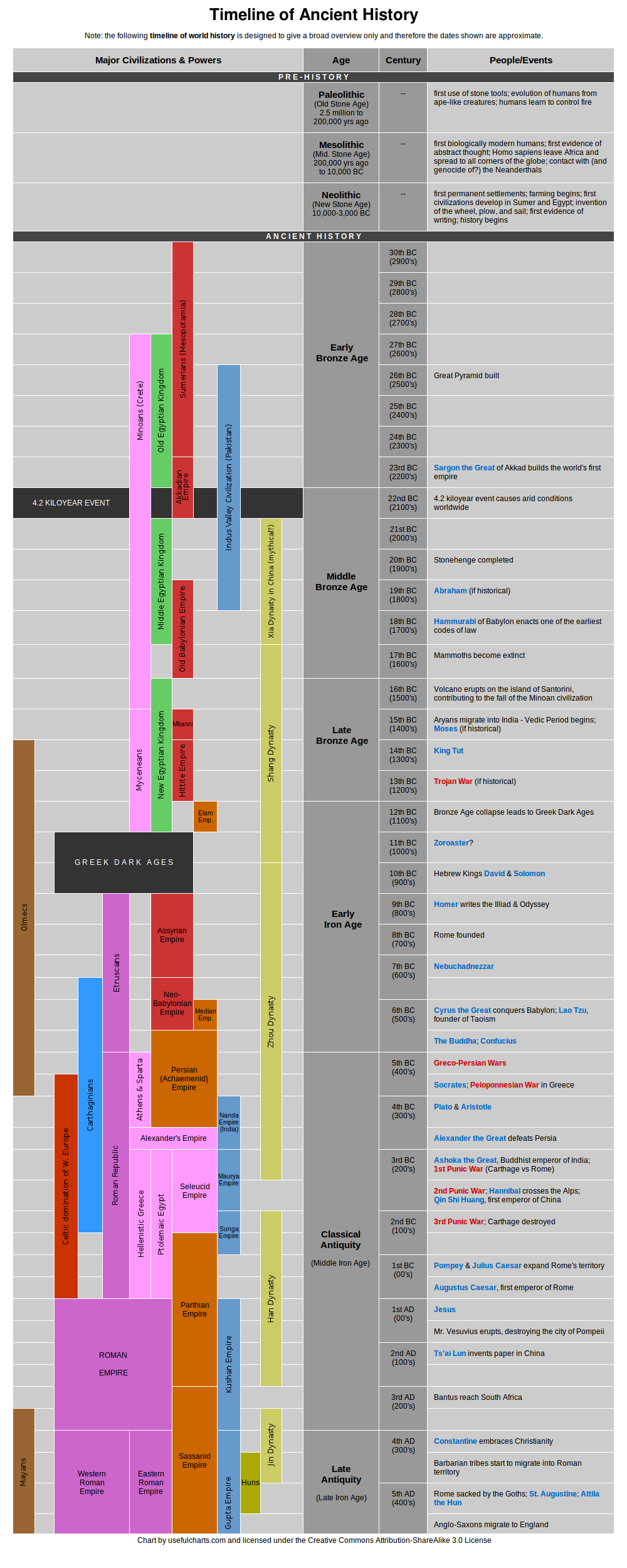

Periodisering is in de geschiedschrijving en de archeologie een manier om de geschiedenis in te delen. Vanwege de enorme omvang van het beschikbare bronnenmateriaal, is zonder ordening het bestuderen van beide wetenschappen onmogelijk. Elke historicus of archeoloog is genoodzaakt een periodisering aan te brengen, door in het materiaal – en daarmee in de weergave van de geschiedenis – een onderverdeling te maken op basis van gemeenschappelijke kenmerken. Deze ordening kan chronologisch, thematisch of een combinatie van beide aspecten zijn.

## Algemeen
Het begin en het einde van een periode worden aangegeven met grote historische gebeurtenissen. Op verschillende plaatsen verwijzen dezelfde benamingen naar verschillende periodes. In de Europese geschiedenis begint de oudheid met het ontstaan van de klassieke Griekse beschaving rond 800 v.Chr, en eindigt  met de val van het West-Romeinse Rijk in 476. In China beslaat de oudheid de periode van 841 v.Chr. tot 220 n.Chr. In de Europese geschiedschrijving beslaan de middeleeuwen de periode vanaf de val van het West-Romeinse Rijk rond 500 tot aan de val van het Byzantijnse Rijk in 1453; in China lopen de middeleeuwen van 220 n.Chr. tot 600 of tot 960.
De toegepaste manier van periodiseren kan daarnaast verschillen per historicus, afhankelijk van waar deze een transformatie ziet en welk belang deze daaraan hecht. Enkele periodiseringen hebben daarbij een grotere navolging gekregen. Door de tijd heen is daar kritiek op gerezen, zoals op het begrip middeleeuwen, letterlijk 'tussenliggende eeuwen', dat wel wordt gezien als zelfverheerlijking van humanistische geleerden uit de renaissance, waarbij deze de eigen vroegmoderne tijd, en de als inspiratie geldende 'oudheid' als superieur beschouwden ten opzichte van de tussenliggende periode.

### Bekende periodiseringen
Kerkvader Hiëronymus (ca. 347 - 419/420) introduceerde een periodisering van de wereldgeschiedenis die gebaseerd was op het Bijbelboek Daniël. Hierin wordt koning Nebukadnezars droom uitgelegd door Daniël. De koning zou een schrikwekkend beeld hebben gezien met een hoofd van zuiver goud, borst en armen van zilver, buik en lendenen van koper, benen van ijzer en de voeten deels van ijzer deels van leem. Het beeld zou hierna langzaam ineen storten. Volgens Daniël stond het rijk van Nebukadnezar voor het gouden hoofd, maar na hem zou de neergang beginnen met een zilveren koninkrijk, gevolgd door een derde koninkrijk van koper. Het vierde koninkrijk zou hard als ijzer zijn, gevolgd door het eeuwige rijk Gods. 
Hiëronymus zag deze rijken in zijn eschatologisch geschiedwerk als;
1. het Babylonische rijk,
2. het Medisch-Perzische rijk,
3. het Macedonische rijk,
4. het Romeinse rijk.

Pompeius Trogus had overigens al een dergelijke indeling gemaakt, niet gebaseerd op Daniël. In het aan Hesiodus (8e eeuw v.Chr.) toegeschreven Werken en dagen is er ook al sprake van een gouden, zilveren, bronzen en ijzeren tijdperk bij de beschrijving van de mythe van Pandora. Ook Hesiodus meende al in de ijzeren tijd te leven.
Daarnaast was er een onderverdeling in zes tijdperken (aetates), analoog aan de zes scheppingsdagen, die door De Civitate Dei (Over de stad Gods) van Augustinus (354 – 430) een groot gezag kreeg, hoewel de onderverdeling al eerder door Sextus Julius Africanus (rond 160/170 - na 240) was gemaakt.
| 1. Adam - Zondvloed 2. Zondvloed - Abraham 3. Abraham - David 4. David - Babylonische ballingschap 5. Babylonische ballingschap - geboorte van Christus 6. Geboorte van Christus - einde van de wereld | infantia pueritia adolescentia juventus gravitas senectus | kindsheid knapenleeftijd jonge man jeugd (20-40 jaar) ernst, bedaardheid grijsheid |

Cellarius (ca. 1700):
| 1. Historia Antiqua 2. Historia Medii Aevi 3. Historia Nova | wereldrijken – AD 306 306 – 1453 1453 – |

### Moderne periodiseringen
Over de mogelijke periodiseringen bestaat geen wetenschappelijke consensus onder historici. Uiteindelijk zal de periodisering en de terminologie in belangrijke mate afhangen van de invalshoek die wordt gehanteerd. Zo spreken hedendaagse historici zowel over Moderne tijd en Nieuwe tijd als over Ancien régime, waarmee ze grosso modo dezelfde periode kunnen bedoelen. Indien aan het cultuurfenomeen renaissance een beslissende betekenis wordt toegekend, dan situeert het omslagpunt van de Moderne tijd zich waarschijnlijk al rond 1400. De historicus die het belang van de ontdekkingsreizen wil beklemtonen, zal daartegenover eerder kiezen voor 1492. De Franse historicus Fernand Braudel verkoos dan weer om, op basis van studies naar onder meer de golf van prijsbewegingen voor een tijdvak 1450-1650, wat hij de lange zestiende eeuw noemde. Johan Huizinga stelde dat vage en globale periodeaanduidingen te verkiezen zijn, omdat elke aanduiding en periodisering omstreden is en nooit meer is dan een hulpmiddel voor de historicus.

## Archeologie
In de archeologie worden vondsten ingedeeld naar periodes die ingedeeld worden naar het gebruik van materialen, zoals steen, ijzer of brons. De periodisering gebeurt ook naar de plaats als er van een bepaalde cultuur voor het eerst iets uit een bepaalde tijd gevonden wordt.